# Трамвай № 1 (Санкт-Петербург)
Маршрут № 1 санкт-петербургского трамвая — трамвайный маршрут, действующий с 2011 года (с перерывом в 2015-2024 годах) на Васильевском острове между Детской улицей и улицей Кораблестроителей. Ранее до своего закрытия в 2003 году существовал в период с 1900-х годов с перерывом на 1923—1929 годы.
Изначально был введён параллельно будущей трассировке первой линии метрополитена, в период 1929—2001 года действовал по направлениям от крупных промышленных предприятий в центр города.
Входил в число блокадных маршрутов, действовавших с января 1944 года.

## История

### Маршрут 1908—1929 годов
Точная дата пуска трамвая № 1 неизвестна, но он в 1908 году уже действовал между Нарвской заставой и Финляндским вокзалом.
От Инженерной улицы он следовал по Симеоновской улице и Литейному проспекту к Финляндскому вокзалу
К 1(14) марта 1909 года было открыто движение через Петроградскую сторону и маршрут был изменён, в таком виде он просуществовал до 1923 года.
Маршрут следовал по всей длине Садовой улицы от одной городской окраины до другой и делал 26 остановок при протяжённости маршрута 10,5 километров (по первоначальному варианту 22 остановки и 9 километров).
Это был единственный маршрут, следовавший от Нарвской площади до Покровской площади по Старо-Петергофскому проспекту, единственный трамвай, курсировавший по Дворянской улице.
Нарвская площадь в начале XX века была одним из ключевых транспортных узлов юго-западной части города.
Это место было городской границей, за которой находились пригороды, куда от площади Стачек вела ветка парового трамвая.
От площади Стачек трамвай шёл по Старо-Петергофскому проспекту в Коломну.
Трамвайная ветка от площади Тургенева к Нарвским Воротам построена 23 февраля (8 марта) 1909 года и существует до сих пор.
Из Коломны трамваи этого маршрута следовали по всему протяжению Садовой улицы, проезжая такие оживлённые места, как Сенная площадь, Апраксин двор и Гостиный двор.
Эта часть была открыта для движения трамваев 28 октября (10 ноября) 1907 года.
После этого маршрут двигался дальше по Садовой, пересекал Неву по Троицкому мосту, эта часть построена 25 марта (7 апреля) 1908.
Далее трамвай сворачивал на Большую Дворянскую улицу), движение по которой открылось в конце 1908 года и следовал в сторону Финляндского вокзала, эта часть маршрута была открыта в 1(14) марта 1909.
На углу Большого Сампсониевского проспекта у пассажиров была возможность пересесть на паровик и продолжить путь в северные пригороды города. Конечной остановкой являлся Финляндский вокзал, который позволял продолжить путь в сторону Карельского перешейка.
Практически весь путь следования трамвая уцелел до 2019 года, единственный участок маршрута, где демонтированы пути — это Финский переулок, 2000.
Трамвайный маршрут просуществовал до 1923 года, в 1923—1929 годах он был упразднён.

#### Топонимическая справка
1. ↑  До октября 1923 года улица Белинского называлась Симеоновская улица
2. ↑  До 1918 года Литейный проспект назывался Литейная улица, с октября 1918 года получил название проспект Володарского
3. ↑  В октябре 1923 года Садовая улица получила название улица 3-го Июля
4. 1 2 3  До 1923 года площадь Стачек называлась Нарвская площадь
5. 1 2  До октября 1923 года площадь Тургенева называлась Покровской площадью, позже - площадь писателя Тургенева
6. 1 2  До 1910 года Старо-Петергофский проспект назывался Петергофский проспект, 1910 года получил название Старо-Петергофский проспект, с 3 октября 1922 года получил название проспект Юного Пролетария
7. 1 2  До октября 1918 года улица Куйбышева называлась Большая Дворянская улица, позже - 1-я улица Деревенской Бедноты
8. ↑  В октябре 1918 года Троицкий мост получил название мост Равенства

### Маршрут 1933 года
В связи с общественными изменениями в стране произошёл спад уровня жизни народа, к тому же политика властей не поощряла переезд с места на место. В связи с этим изменились цели перевозок: в основном требуется доставлять людей на работу и с работы.
В связи с этим маршрут возобновляется в направлении от завода «Электросила», который выпускал энергоблоки для электростанций, строившихся в рамках плана ГОЭЛРО.
Другой конечной точкой маршрута стал созданный в 1920 году крупный завод «Светлана», который производил лампы накаливания.
Первый маршрут был снова запущен между 1929 и 1933 годом, его протяжённость составляла 17,8 км, он делал 32 остановки.
Это был единственный трамвайный маршрут, связывавший северные районы города с Петроградской стороной.
Маршрут был запущен в таком виде к 1929 году, и перевозил в часы «пик» сравнительно много пассажиров — авария, которая случилась на Московском проспекте привела к большому количеству жертв.
Трамвай начинал свой маршрут от кольца «Светлана», которое находилось напротив здания пожарной части.
На память об этом кольце сохранилось расположение трамвайной остановки в некотором отдалении от угла площади.
Несколько сотен метров трамвайной линии от Светлановской площади до кольца были построены в период 1925—1933 годов при продлении линии трамвая в направлении района Озерки.
Светлановская площадь в то время представляла собой Т-образный перекрёсток проспектов Энгельса и 2-го Муринского.
Её современный вид сформирован в 1960-е годы, а тогда на месте будущего транспортного узла находились отдельные здания.
Дальше трамвай первого маршрута следовал в направлении Финляндского вокзала, и через несколько остановок спускался к станции Ланская.
Эта часть пути пролегала по ветке в сторону Политехнического института, открытой в дореволюционный период.
От Ланской трамвай следовал в сторону Чёрной речки по Сердобольской улице мимо Ланского трамвайного парка и далее по Торжковской улице.
Эта ветка была специально построена для открытия этого маршрута, но большого пассажиропотока не давала, так как часть улицы занимали постройки, связанные с деятельностью ипподрома.
В результате том на отрезке, на котором в 2011 году расположены три остановки трамвая, в 1933 году была только одна.
На правом берегу последняя остановка трамвая располагалась на углу Приморского проспекта, там где сейчас находится Ушаковская развязка.
Остановка перенесена в связи со снятием трамвайного движения с центральных улиц города в 1945—1947 годах.
Далее трамвай вёз пассажиров в направлении площади Льва Толстого, линия шла по Каменноостровскому проспекту через Каменный остров.
Площадь Льва Толстого уже тогда была важным транспортным узлом, в котором пересекались транспортные потоки с Васильевского острова, Выборгской стороны, центра города и Чёрной речки.
Оттуда трамвай следовал в направлении Васильевского острова по Большому проспекту, который в тот период не был односторонним.
По проспекту трамвай выходил на Тучков мост и по нему попадал на Васильевский остров, который пересекал транзитом по 1-й линии с выходом на Благовещенский мост.
От благовещенского моста трамвай следовал через площадь Труда, которая также была важным транспортным узлом, в сторону Никольского собора.
Мимо собора трамвай следовал до Садовой улицы и далее налево до Сенной площади, которая была центром притяжения пассажиропотоков.
От Сенной площади трамвай следовал по Московскому проспекту через Технологическую площадь, на которой перекрещивались потоки с 1-й Красноармейской улицы и Загородного проспекта.
Остановка Московский пр. 91, рядом с которой произошла трагедия в 1930 году сейчас перенесена на угол Детского переулка.
При следовании через Московские ворота трамвай проезжал сквозь них и делал остановку.
Далее трамвай следовал по свежепостроенной линии в направлении Средней Рогатки, его конечная станция находилась у завода «Электросила».
Сохранилась только северная и южная части этого трамвайного маршрута, на Петроградской стороне, Васильевском острове и в районе Адмиралтейства сейчас снято трамвайное движение.
ИзмененияВ 1934 году были проложены трамвайные пути по Чкаловскому проспекту и вместо Большого проспекта маршрут перевели на эту улицу.
В 1939 году изменения коснулись конечной станции «Электросила»: трамвайное кольцо было перенесено на свободное место на углу Благодатной улицы, которое позволяло осуществлять отстой трамвайных вагонов и оборачивать больше маршрутов.
В таком виде трамвайный маршрут действовал вплоть до войны, по окончании блокады Ленинграда в этом направлении запущен трамвайный маршрут № 3, который следовал через Троицкий мост и Чёрную речку в район Старой Деревни.

### Маршрут 1955 года

#### Начальный маршрут
После войны начал активно застраиваться район Автово.
Строились жилые массивы, реконструировались промышленные предприятия, такие как Завод им. Жданова, Кировский завод, Первомайская ТЭЦ, первые депо метрополитена Автово и Дачное.
Для этого из центра города по проспекту Стачек был пущен ряд трамвайных маршрутов.
Одним из них стал маршрут № 1.
Северная конечная станция маршрута была перенесена на Барочную улицу.
Несмотря на это протяжённость маршрута на момент создания оказалась достаточно внушительная — 32 остановки и 15,5 километра.
От Барочной улицы трамвай следовал в направлении Тучкова моста по Чкаловскому проспекту, с 1947 года трамвайное движение по Большому проспекту было снято и маршрут пролегал по Пионерской улице, Малому проспекту и Ждановской набережной.
По Тучкову мосту трамвай прибывал на Васильевский остров и проходил через крупный транспортный узел на углу 8-й линии и угол Среднего проспекта.
Оттуда трамвай следовал в район Театральной площади, это был довольно насыщенный транспортный коридор, в который были переведены трамваи с Невского проспекта, где в первой половине 1950-х годов было снято трамвайное движение.
Оттуда маршрут следовал в направлении Варшавского вокзала, и по 10-й Красноармейской улице следовал к Балтийскому вокзалу.
Оттуда мимо завода «Красный треугольник» трамвай следовал в направлении Нарвских ворот, оттуда по проспекту Стачек через Комсомольскую площадь и далее к проходной строящегося завода им. Жданова.

#### Изменения маршрута
В связи с застройкой района, вводом в действие новых станций метро и снятием трамвайных путей трамвайный маршрут модифицировался.
- В 1947 году сняли пути с Большого проспекта и трамваи были переведены на Малый. Добавилась одна остановка и их стало 33[2].
- В 1955 году была введена в строй первая ветка Ленинградского метрополитена, после этого трамвайная линия постепенно была перенесена в сторону от трассы метрополитена[8], это происходило в три этапа.
  - В 1957 году проложены пути на Кронштадтской улице и продолжении улицы Новостроек, трамвайное движение с Комсомольской площади движение было снято[2]. В связи с этим была введена остановка на углу Кронштадтской и Корабельной улиц. Кроме этого был демонтирован мост через Фонтанку на продолжении Никольского переулка и на этой половине переулка снято трамвайное движение. Маршрут был пущен напрямую по Садовой улице до Лермонтовского проспекта, к тому же снята остановка на углу улицы Розенштейна[4]. В этом варианте трамвай делал 35 остановок, протяжённость маршрута составила 15,2 километра.
  - 12 октября 1959 года движение с проспекта Стачек было перенесено на улицу Маршала Говорова[4]. Длина маршрута достигла 16 километров, трамвай совершал 38 остановок.
  - После 1962 года[9] (возможно, с 5 декабря 1961[4]) трамвай окончательно снят с проспекта Стачек на всём протяжении и ходит по Лифляндской улице и улице Калинина. Длина маршрута достигла 17,4 километра, трамвай совершал 40 остановок.
- В 1967 году при открытии станции метро Василеостровская остановка с 4-й линии была перенесена на место рядом с метро.
- В начале 1970-х годов были устроены две остановки на Корабельной улице: Корабельная ул, 4 и Корабельная ул, 6. Теперь маршрут имел 42 остановки[10].
- В 1977 году была устроена остановка в Екатерингофе: Лифляндская ул., 3. Теперь маршрут имел 43 остановки[11].
- В 1991 году была запущена долгосрочная реконструкция набережной Обводного канала и маршрут был направлен в обход через Рижский проспект, длина маршрута составила 17,2 километра, трамвай делал 39 остановок[12].
- Со 2 марта 1992 года маршрут был направлен по проспекту Римского-Корсакова к Театральной площади, так как трамвайное движение по Никольскому переулку было прекращено[13]. К тому же маршрут был укорочен до Васильевского острова — следовал до набережной реки Смоленки[4]. Были сняты остановки Лифляндская ул., 3, Корабельная ул, 4 и Корабельная ул, 6. Длина маршрута составила 14,3 км, он совершал 30 остановок[13].
- Около 1995 года ремонты линий были закончены, и маршрут пролёг с Васильевского острова через Балтийский вокзал. Остановок было 35, длина маршрута — 15,5 км.
- В 2001 году конечная станция на набережной реки Смоленки была закрыта и трамвай № 1 с 1 сентября стал следовать на конечную станцию «Детская улица»[4].

В итоге маршрут № 1, обслуживавший Васильевский остров, был упразднён в пользу маршрута № 40.
В 2011 году восстановлен как укороченный вариант маршрута 6 и следует от станции «Ул. Кораблестроителей» до «Детской ул.», при этом работает только по рабочим дням. С 16 июля 2015 года по 7 октября 2024 года маршрут был закрыт в связи со строительством станции метро «Горный институт».
В отличие от трамвая № 6, сворачивает на 22-й линии, делает остановку на Большом пр. и следует по Косой линии до Детской улицы.